# Рудолф IV (Австрия)
Рудолф IV Основател (на немски: Rudolf IV der Stifter; * 1 ноември 1339, Виена; † 27 юли 1365, Милано), е херцог (и самопровъзгласил се ерцхерцог) на Австрия 1358 – 1365 г. от династията Хабсбурги, херцог на Щирия и Каринтия от 20 юли 1358 г., граф на Тирол от 1363 година.

## Произход
Той е най-възрастният син на Албрехт II и Йохана фон Пфирт. През 1355 година Албрехт II преживе утвърждава закон, забраняващ разделянето на владенията Хабсбургите, така нареченото „Правило на Албертинския дом“.

## Управление
Рудолф IV продължава политиката на баща си. Той възстановява позициите на Хабсбургите в Швабия и реформира администрацията и данъчното облагане в австрийските земи. С щедра ръка пилее пари за резиденцията си във Виена. През 1365 г. основава университет в града, наричан и днес Alma Mater Rudolphina. Реконструира нефа на катедралата „Св. Стефан“ във Виена, с което си спечелва прозвището Основателя. Тази дейност е част от борбата за повишаване статуса на Австрия и стремеж за нейната независимост от Свещената Римска империя, както и своеобразен отговор на основаването на Пражкия уневерситет през 1348 година и обновяването на катедралата „Свети Вит“ от краля на Бохемия, който от 1346 година е и безспорен германски крал Карл IV.

### Брак
През 1353 г. Рудолф IV се жени за Катарина Люксембургска, дъщеря на Карл IV и първоначално негодува срещу по-силния си тъст. Всеизвестно е, че той отхвърля Златната була от 1356 година, която систематизира имперските закони, но също така намалява властта и влиянието на Бавария и Австрия.

### Privilegium maius
През 1358/1359 г. херцог Рудолф IV създава Privilegium maius, която е фалшифицирана версия на документа Privilegium minus от 1156 г. Тази сбирка от пет подправени документа претендира да е пакет от привилегии, дадени от император Фридрих I Барбароса на бабенбергските херцози за големи заслуги и определя австрийското положение в империята. Понеже Австрия не е посочена в Златна була на Карл IV от 1356 г., чрез Privilegium maius Австрия се поставя равна на Курфюрствата в Свещената Римска империя.
След като унищожава оригинала на Privilegium minus, Рудолф IV се нарича ерцхерцог.
Публикуване на Privilegium maius причинява изключително враждебна реакция на император Карл IV. Той отказа да признае автентичността на документите, а Рудолф IV е лишен от титлата имперски викарий за Елзас и от титлата херцог на Швабия, а също така императорът поддържа швейцарците срещу Хабсбургите. Рудолф IV е принуден да се откаже от използването на титлата ерцхерцог, но Карл IV, за да избегне въоръжен конфликт, се оттегля от всякаква намеса във вътрешните работи на Австрия. В резултат на това Рудолф започна да провежда напълно независима политика в собствените си земи. Тази фикция става реалност век по късно през 1442 г. документът е утвърден от император Фридрих III (също един Хабсбург).

### Присъединяване на Тирол
През 1363 година умира последния от горицианските графове Майнхард III. Майка му Маргарита Маулташ, графиня на Тирол, която вече е предала на Хабсбургите Каринтия и Карниола, отстъпва и Тирол. Тя се отрича в полза на Рудолф IV от престола и му предава тиролското графство. Опитите на баварския херцог Стефан II да възпрепятства установяването на властта на Хабсбургите в Тирол се провалят: в същата година австрийските войски отразяват баварското нахлуване, а през 1364 година Бавария се отказва от претенциите си към наследството на Маргарита, удовлетворена от голяма парична компенсация. Тирол завинаги се присъединява към Австрия.

## Смърт
27-годишният Рудолф IV внезапно умира по пътя за Милано, докато пътува за сватбата на брат си Леополд III Хабсбург с Виридис Висконти. Погребан във Виена в църквата Стефансдом.